# مارك الرياشي
مارك اسكندر الرياشي (1923 ـ 1973) صحفي لبناني.

## حياته
ولد بزحلة. تعلم بالمعهد الفرنسي في بيروت وعمل في جريدة الصحافي التائه مع أبيه، ثم كتب في عدة جرائد، آخرها النهار، وتوفي ببيروت. له كتاب صباح الخير مجموعة المقالات له.